# Municipio de Gilpin
El municipio de Gilpin (en inglés: Gilpin Township) es un municipio ubicado en el condado de Armstrong en el estado estadounidense de Pensilvania. En el año 2000 tenía una población de 2.587 habitantes y una densidad poblacional de 60.6 personas por km².

## Geografía
El municipio de Gilpin se encuentra ubicado en las coordenadas 40°39′53″N 79°37′59″O / 40.66472, -79.63306.

## Demografía
Según la Oficina del Censo en 2000 los ingresos medios por hogar en la localidad eran de $38,958 y los ingresos medios por familia eran $47,652. Los hombres tenían unos ingresos medios de $37,500 frente a los $22,011 para las mujeres. La renta per cápita para la localidad era de $17,520. Alrededor del 7,0% de la población estaban por debajo del umbral de pobreza.